# Enschedese Zwemsport Combinatie
De Enschedese Zwemsport Combinatie (EZC) is een zwemvereniging uit Enschede, opgericht op 1 november 1940. Er is de mogelijkheid tot het beoefenen van waterpolo, wedstrijdzwemmen en masterzwemmen. Het thuisbad van de vereniging is zwembad Het Slagman te Enschede. De vereniging is aangesloten bij de KNZB.

## Geschiedenis
EZC is ontstaan uit een fusie van twee verenigingen in 2001: Zwemvereniging Thialf en Zwemclub Enschede. Omdat Zwemvereniging Thialf en Zwemclub Enschede beide voortkwamen uit dezelfde vereniging, EZC, is ervoor gekozen om na de fusie deze naam weer in te voeren. De afkorting heeft echter een andere betekenis. Van oorsprong stond de naam voor Enschedese Zwemclub, nu staat het voor Enschedese Zwemsport Combinatie.

## Waterpolo
De waterpolotak van EZC bestaat uit ongeveer 200 leden, van wie ongeveer 100 seniorleden. Er zijn zes herenteams en drie damesteams die deelnemen aan de KNZB-competitie. Zij spelen alle thuiswedstrijden in Het Slagman. Het 1e herenteam van EZC speelt sinds het seizoen 2014-2015 in de 3e Klasse Bond. Het 1e damesteam van EZC speelt sinds het seizoen 2014-2015 in de 2e Klasse Bond.

## Jeugwaterpolo
EZC heeft een sterke waterpolojeugdafdeling van ongeveer 100 jeugdleden. De verhouding jeugdleden en seniorleden bij het waterpolo is ongeveer 50/50. In het seizoen 2010-2011 waren er drie onder-11-teams, drie onder-13-teams, twee onder-15-teams en een onder-17-team. Teams van EZC doen met grote regelmaat mee aan Nederlandse kampioenschappen voor de jeugd. Veel kinderen trainen bij Talentencentrum Oost-Nederland.

## Zwemmen
De zwemtak van EZC bestaat uit ongeveer 40 leden verdeeld over een jeugdselectie, een gehandicaptenselectie (G-zwemmen) en een 12+-zwemselectie. EZC valt onder de Kring Overijssel en neemt deel aan de KNZB Zwemcompetitie. Vele zwemmers uit de zwemselectie behalen limieten om mee te zwemmen met NJK- of NK-wedstrijden.

## Masterzwemmen en trimzwemmen
Bij EZC zwemmen ongeveer tien masterzwemmers en 35 recreatieve trimzwemmers. Masterzwemmers zijn volwassenen die meerdere keren per week trainen. De recreatieve groep traint eenmaal per week. Optioneel kunnen masterzwemmers meedoen aan zwemwedstrijden.